# Ischnochiton newcombi
Ischnochiton newcombi är en blötdjursart som beskrevs av Carpenter in Pilsbry 1892. Ischnochiton newcombi ingår i släktet Ischnochiton och familjen Ischnochitonidae.
Artens utbredningsområde är Kalifornien. Inga underarter finns listade i Catalogue of Life.